# Zug Island (phim)
Zug Island là một bộ phim tài liệu ngắn của Canada, do Nicolas Lachapelle đạo diễn và phát hành năm 2022. Bộ phim tập trung vào cuộc điều tra của Tiago McNicoll Castro Lopes về "Windsor Hum" bí ẩn đã gây ra nhiều tai họa cho cư dân vùng Detroit - Windsor trong nhiều năm.
Phim được công chiếu lần đầu tại Liên hoan Phim tài liệu Quốc tế Montréal 2022.

## Giải thưởng
| Giải thưởng                  | Ngày diễn ra      | Hạng mục                    | Đối tượng đề cử                      | Kết quả      | Th. kh. |
| ---------------------------- | ----------------- | --------------------------- | ------------------------------------ | ------------ | ------- |
| Liên hoan Phim tài liệu DOXA | 2023              | Giải Phim tài liệu Ngắn     | Nicolas Lachapelle                   | Vinh danh    | [ 2 ]   |
| Prix Iris                    | 10 tháng 12, 2023 | Phim tài liệu ngắn hay nhất | Nicolas Lachapelle, Guillaume Collin | Đề cử        | [ 3 ]   |
| Giải thưởng Màn ảnh Canada   | Tháng 5 năm 2024  | Phim tài liệu ngắn hay nhất | Nicolas Lachapelle                   | Chưa công bố | [ 4 ]   |